# شیر دریایی‌‌گری

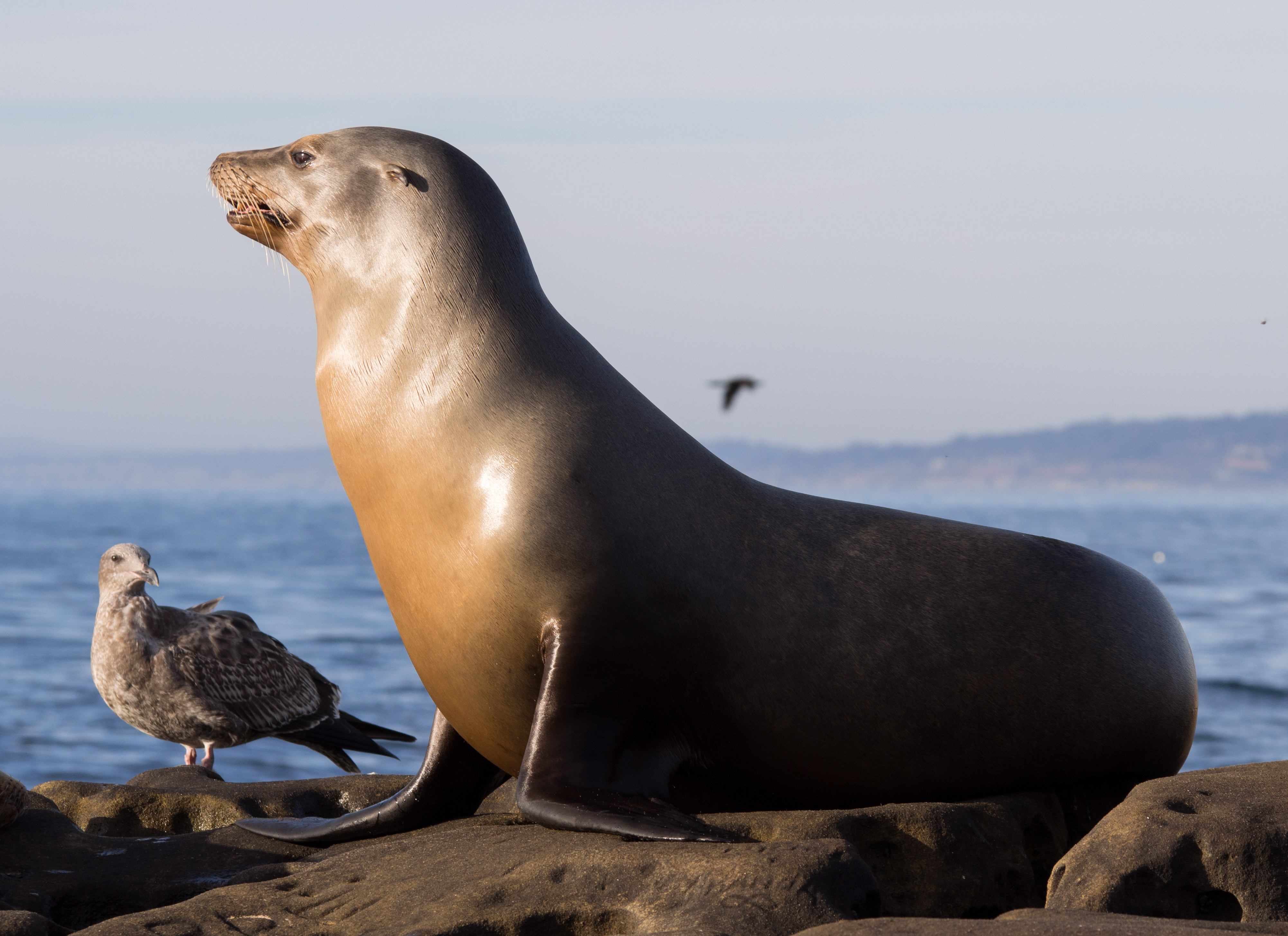
یک شیر دریایی کالیفرنیا

شیر دریایی‌گری (انگلیسی: Sealioning) نوعی ترول کردن یا آزار و اذیت است که شامل تعقیب افراد با درخواست‌های مداوم برای شواهد یا سؤالات مکرر و در عین حال تظاهر به متانت و صداقت در هنگام پرسیدن است. شیر دریایی‌گری ممکن است به‌شکل «دعوت‌های بی‌وقفه و بدبینانه برای شرکت در بحث» باشد. این اصطلاح  از یک وب کمیک Wondermark توسط دیوید مالکی در سال ۲۰۱۴ سرچشمه گرفت.

## شرح
شیر دریایی‌گر تظاهر به جهل و ادب می‌کند، به‌طوری که اگر قربانی واکنش خشمگینانه‌ای نشان دهد، شیر دریاگر می‌تواند به‌عنوان طرف آسیب‌دیده خود را نشان دهد. شیر دریایی‌گری را می‌توان توسط یک نفر یا توسط یک گروه که به‌صورت گروهی عمل می‌کند مشاهده کرد.